# Nathalie Alibert
Pour les articles homonymes, voir Alibert.
Nathalie Alibert, née le 17 août 1984, est une épéiste française.

## Carrière
Nathalie Alibert est médaillée de bronze en épée par équipe aux Championnats d'Europe d'escrime 2010 à Leipzig avec Laura Flessel, Hajnalka Kiraly et Maureen Nisima.